# John Mackenzie
John Mackenzie (Edimburgo, 22 maggio 1932 – Londra, 8 giugno 2011) è stato un regista scozzese.

## Biografia
Assistente alla regia di Ken Loach in Up the Junction e Cathy Come Home, nel 1971 dirige Morte di un professore film ispirato al lavoro teatrale di Giles Cooper.
Nel 1983 per Il console onorario si ispira al romanzo omonimo di Graham Greene, mentre per L'esecuzione... una storia vera, film tv uscito in Italia nei cinema, prende spunto dal libro di Trevor Armbrister.  Nel 1987 con Il quarto protocollo si basa sul racconto di spionaggio di Frederick Forsyth, Il Quarto Protocollo
Nel 1992 racconta la vita di Jack Ruby in Ruby - Il terzo uomo a Dallas. Nel 2000 al Festival internazionale del film di Toronto presenta When the Sky Falls film sulla storia e la vita della giornalista Veronica Guerin.
Nel 2003 ece la sua ultima fatica cinematografica dal titolo Quicksand - Accusato di omicidio, film ispirato al libro di Desmond Lowden Boudapesti 3 e presentato in anteprima al Taormina Film Festival 2002.
Nel 1999 Quel lungo venerdì santo entra al 21º posto della BFI 100 classifica stilata dal British Film Institute e che comprende i 100 migliori film britannici del XX secolo.

## Filmografia
- There Is Also Tomorrow (1969) TV
- One Brief Summer (1970)
- Morte di un professore (Unman, Wittering and Zigo) (1971)
- I profeti delle ore corte (Made) (1972)
- A Sense of Freedom (1979)
- Quel lungo venerdì santo (The Long Good Friday) (1980)
- Il console onorario (The Honorary Consul) (1983)
- The Innocent (1985)
- L'esecuzione... una storia vera (Act of Vengeance) (1986) TV (in Italia nei cinema)
- Quarto protocollo (The Fourth Protocol) (1987)
- Punto d'impatto (The Last of the Finest) (1990)
- Ruby - Il terzo uomo a Dallas (Ruby) (1992)
- Voyage (1993) TV
- The Infiltrator (1995) TV
- Viaggio mortale (1996) TV
- Aldrich Ames: Traitor Within (1998) TV
- When the Sky Falls (2000)
- Quicksand - Accusato di omicidio (2003)